# Assen (Adelsgeschlecht)

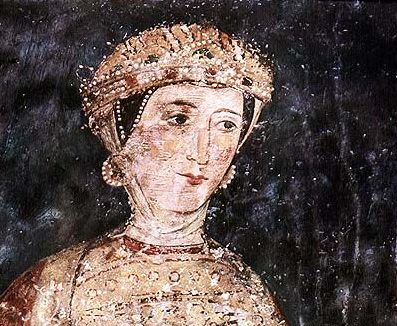
Fresko aus der Bojana Kirche

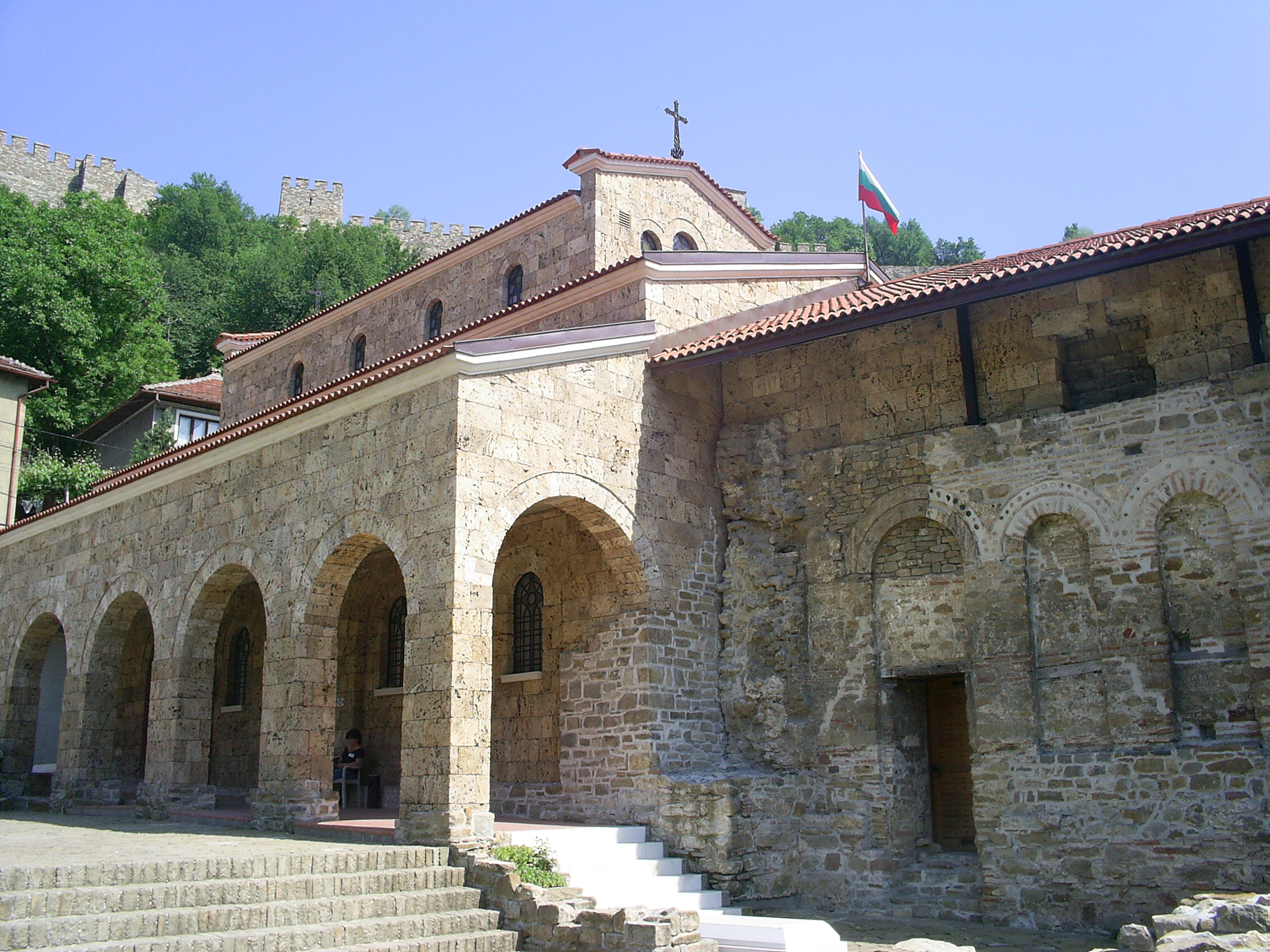
Die Grabeskirche der Assenen, die Heiligen Vierzig Großmärtyrer in Weliko Tarnowo.

Das Haus Assen (bulgarisch Асен, wissenschaftl. Transliteration Asen) war eine bulgarische Herrschaftsfamilie. Ihre Angehörige wurden auch Assenewtzi und in Byzanz Asanes (Ασάνης) genannt.

## Ursprung
Die Herkunft der Dynastie Assen ist jedoch umstritten. Es wird sowohl ein walachischer als auch ein kumanischer Ursprung vermutet. In Urkunden Zar Kalojans wird eine Kontinuität zu den Herrschern des ersten bulgarischen Reiches hergestellt.
Im Mittelalter wurde die Festung Lowetsch Sitz des Boljaren Assen, des Begründers der Dynastie. 1185/1186 wurde sie unter seinen Söhnen Iwan Assen I. und Theodor/Peter IV. Assen Zentrum eines Aufstandes, der sich im Gebiet zwischen Balkangebirge und Donau erstreckte und gegen den byzantinischen Kaiser Isaak II. Angelos gerichtet war. Ihr Erfolg gipfelte in dem 1187 in Lowetsch unterzeichnete Friedensvertrag mit Byzanz, womit die Errichtung des Zweiten bulgarischen Reiches »de jure« besiegelt wurde. Als neue Hauptstadt wurde die Stadt Tarnowgrad gewählt. Unter der Dynastie Assen gelang es dem zweiten Bulgarischen Reich, wieder neue Höhepunkte zu erreichen. Es dominierte die Balkanhalbinsel erneut nicht nur militärisch, sondern auch kulturell.
Herausragende Herrscherpersönlichkeiten waren in der Gründergeneration Kalojan, der 1204 die Unterstützung des Papstes für eine Zarenkrönung und für eine unabhängige Kirchenorganisation unter dem bulgarischen Patriarchen gewann, und sein Neffe Iwan Assen II. (1218–1241) der den Usurpationsversuch seines Onkels Boril (1204–1218) beendete. Eine geschickte Heiratspolitik brachte die Asseniden in verwandtschaftliche Beziehungen zum ungarischen, serbischen und epirotischen Herrscherhaus sowie zu den Lateinern in Konstantinopel und zu den Griechen in Nikäa. Die Asseniden starben mit Kaliman II. Assen (1256–1257) in direkter männliche Linie aus.

## Bulgarische Zaren mit dem Beinamen Assen
1. Iwan Assen I.
2. Peter IV. Assen
3. Kalojan Assen
4. Boril Assen
5. Iwan Assen II.
6. Kaliman I. Assen
7. Michael II. Assen
8. Kaliman II. Assen
9. Mizo Assen

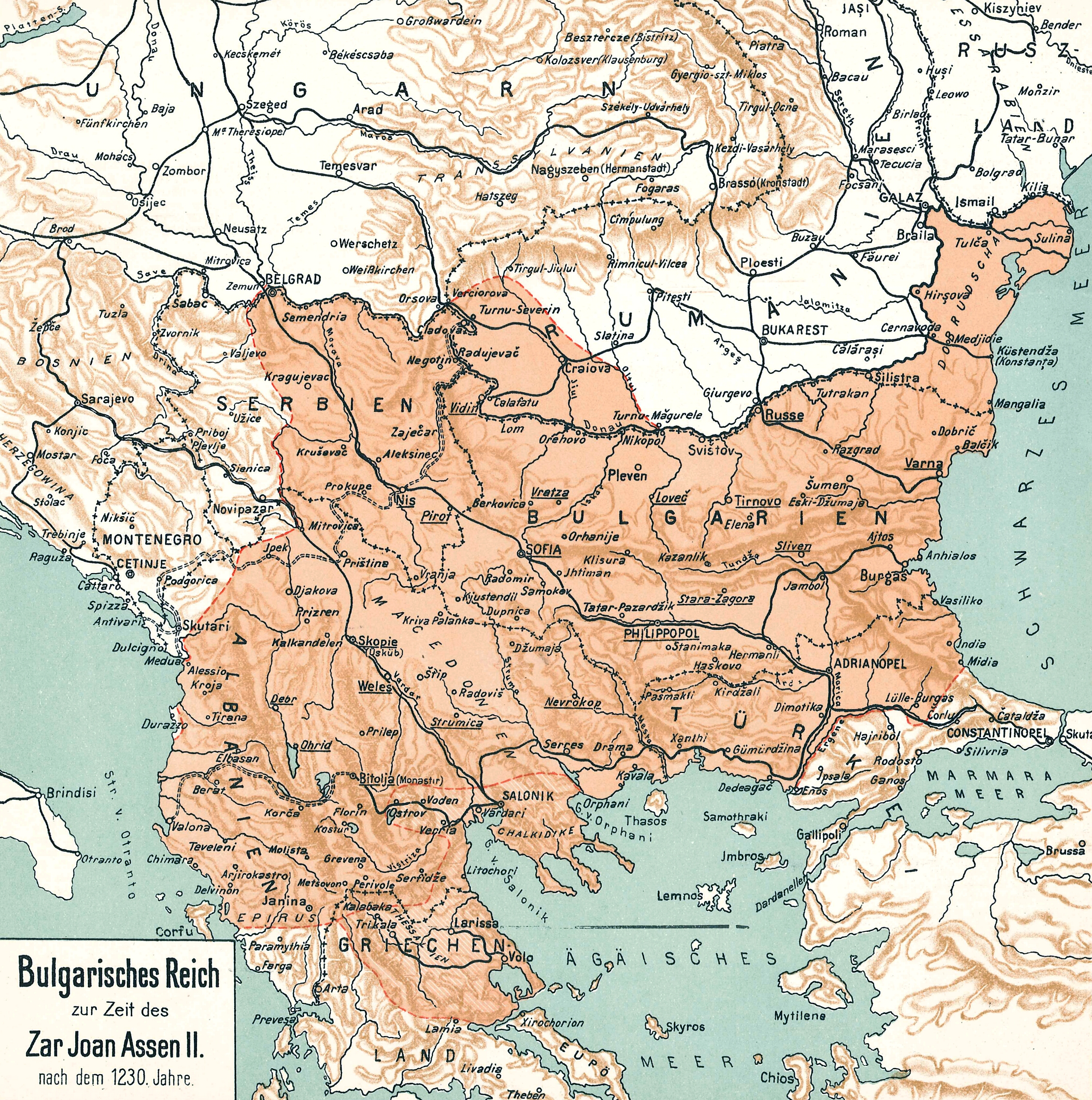
Bulgarien unter Iwan Assen II. nach der Schlacht von Klokotniza.

Despotat Morea um 1450

10. Konstantin Tich Assen, nur mit einer Assen-Prinzessin (Iwans II. Enkelin) verheiratet
11. Iwan Assen III.
12. Michael III. Schischman Assen, stammte jedoch aus der Nebenlinie der Schischmanen

## Despoten von Morea mit dem BeinamenAssen
1. Andronikos Asanes
2. Manuel (Assen) Kantakuzenos
3. Matthaios Assen
4. Demetrios I. Assen

## Stammliste
1. Iwan Assen I., Zar von Bulgarien († 1176) ⚭ Elena
  1. Iwan Assen II. († 24. Juni 1241) Zar von Bulgarien ⚭ 1.) Anna
    1. Marija ⚭ 1225 Manuel Komnenos Dukas Angelos, Vasall und Despot von Thessaloniki
    2. Beloslawa ⚭ nach 1285 Stefan Vladislav, König von Raszien

  2. Iwan Assen II. ⚭ 2.) 1221 Maria († 1237) von Ungarn, Tochter des Königs Andreas II. von Ungarn
    1. Elena Assenina von Bulgarien (* 1224; † 1254) ⚭ 1235 Theodor II Dukas Laskaris, byzantinischer Kaiser (s. Laskariden)
      1. Irene Assenina ⚭ Konstantin Tich Assen[3] († 1277) Zar der Bulgaren
      2. Maria Assenina ⚭ Nikephoros Angelos von Epirus († 1296)
      3. Johannes IV. Dukas Laskaris Asanes, Kaiser 1258–1261

    2. Tamara (* nach 1230)
    3. Kaliman I. (* 1234; † 1246), Zar von Bulgarien (1241–1246)

  3. Iwan Assen II. ⚭ 3.) 1237/38 Irene Angelina Komnene Tochter des Kaisers Theodoros I. Angelos Komnenos Dukas,
    1. Michael II. Assen (* ca. 1238; † 1256), Zar von Bulgarien (1246–1256)
    2. Anna-Teodora ⚭ Sebastokrator Petar
      1. Tochter ⚭ Schischman I., Despot von Widin; Nachfahren siehe Haus Schischman

    3. Marija ⚭ Boljaren Mizo Assen
      1. Iwan Assen III. Mizo Zar von Bulgarien (1279–1280) ⚭ Irene Palaiologina († 1302), Tochter des byzantinischen Kaisers Michael VIII. Dukas Komnenos Palaiologos, deren Kinder trugen die griechische Variante von Assen, Asanes, als Familiennamen
        1. Michael Asanes ⚭
          1. Awraam
          2. Jaroslaw
          3. Irene

        2. Andronikos Asanes († nach 1322) Despot in Morea (1316–1322) ⚭ Dukaina, Tochter von Michael Dukas Glabas Tarchaneiotes
          1. Manuel Komnenos Raul Asanes ⚭ 1321 eine Tochter von Theodoros Synadenos
            1. Johannes Asanes
            2. Andronikos Asanes

          2. Johannes Asanes, Statthalter von Konstantinopel ⚭ 1347 eine Tochter von Alexios Apokaukos
            1. Anna Asanina ⚭ Johannes Kontostephanos

          3. Irene (Palaiologina Komnena) Asanina von Bulgarien (* ca. 1300; † ca. 1379) ⚭ Johannes VI. Kantakuzenos, byzantinischer Kaiser; deren Kinder trugen den Namen Kantakuzenos
            1. Helena Kantakuzene Asanina († 1397) ⚭ 1347 Johannes V. Palaiologos, byzantinischer Kaiser
            2. Theodora Asanina
            3. Maria Asanina
            4. Andronikos Asanes
            5. Manuel Kantakuzenos, Despot in Morea (1354–1380)
            6. Matthaios Asanes Kantakuzenos, byzantinischer Mitkaiser, Despot in Mistra (1357 – ca. 1380) und Morea (1380–1383) ⚭ Irene Palaiologina († um 1391), Tochter des Despoten Demetrios Palaiologos
              1. Demetrios I. Asanes Kantakuzenos, Despot von Morea (1383)
              2. Elena Asanina ⚭ Don Luis Fadrik, Baron von Salona.[4]

          4. Elena Asanina

        3. Isaak Palaiologos Asanes ⚭ Theodora
          1. Andronikos Asanes
          2. Michael Asanes, Despot in Morea
          3. Irene Asanina ⚭ 1346/51 Georgios Philanthropenos, Archont von Lemnos
          4. Andreas Asanes, Despot in Morea
            1. Isaak Asanes ⚭ Anna
              1. Andreas Asanes ⚭
                1. Manuel Asanes

        4. Konstantinos Asanes ⚭
          1. Michael, Verwalter von Lesbos ⚭ Irene, Tochter von Joannes Synadenos

        5. Manuel Asanes
        6. Theodora Asanina ⚭ Manuel Tagaris
        7. Maria Asanina ⚭ Roger de Flor
        8. Anna Asanina, verlobt mit Michael Dukas Angelos, von Neopatrai

      2. Kira-Maria Assenina ⚭ Georgi Terter († nach 1304), Zar von Bulgarien (1280–1292)[5]

  4. Alexander Assen († 1241) ⚭ eine Tochter von König Stefan Nemanjić
    1. Kalojan-Kaliman II. († 1256), Zar von Bulgarien (1256) ⚭ eine Tochter des russischen Großfürsten Rostislaw
2. Peter IV. († 1197), Zar von Bulgarien (1185–1187, 1196–1197)
3. Kalojan (* ca. 1170; † 1207), Zar von Bulgarien (1197–1207) ⚭ Kumanische Prinzessin
  1. Bethleem
  2. Marja († nach 1216) ⚭ 1209 lateinischen Kaiser von Konstantinopel Heinrich von Flandern
4. Tochter ⚭ einen Boljaren
  1. Alexius Slaw († nach 1229), Despot von Melnik ⚭ eine uneheliche Tochter von Heinrich von Flandern
5. Tochter ⚭
  1. Boril Assen, Zar von Bulgarien (1207–1218) ⚭ Kumanische Prinzessin
  2. Stres († 1214), Alleinherrscher zwischen Struma und Vardar